# Kerascoët
Hinter dem Pseudonym Kerascoët stehen die beiden französischen Künstler Marie Pommepuy (* 1978 in Brest) und Sébastien Cosset (* 1975 in Paris).

## Leben und Werk
Marie Pommepuy zog mit 18 Jahren nach Paris, um Angewandte Kunst und später wissenschaftliches Zeichnen zu studieren. In dieser Zeit traf sie auf den Architekturstudenten Sébastien Cosset. Beide vereint die große Leidenschaft für Comics. Gemeinsam haben sie unter anderem mehrere Alben für die Serien Fräulein Rühr-mich-nicht-an und Donjon – Abenddämmerung gezeichnet. Das Paar lebt und arbeitet in Paris.
Der Name Kerascoët wurden aus der Not heraus geboren. Beide wollten eine gemeinsame Illustration signieren, die allerdings zu klein für zwei Unterschriften war. Also einigte man sich auf den gemeinsamen Alias Kerascoët. Dabei handelt es sich um einen Ort in der Bretagne, in dem Marie Pommepuy aufgewachsen ist.
Neben verschiedenen Comic-Projekten arbeiten Kerascoët seit 2002 als Illustratoren.

## Deutsche Veröffentlichungen
- Donjon, Szenario Lewis Trondheim und Joann Sfar:
  - Band 104: Das fliegende Meer, Reprodukt.
  - Band 105: Die neuen Zenturionen, Reprodukt.
- Fräulein Rühr-Mich-Nicht-An, Szenario Hubert:
  - Band 1: Die Jungfrau im Freudenhaus, Reprodukt.
  - Band 2: Blut an den Händen, Reprodukt.
  - Band 3: Der Märchenprinz, Reprodukt.
  - Band 4: Bis dass der Tod uns scheidet, Reprodukt.
- Jenseits, Szenario Fabien Vehlmann,  Reprodukt.
- Mein Weg mit Vanessa, Carlsen Verlag.
- Schönheit, Szenario Hubert, Reprodukt.